# Bernd Patzke
Bernd Patzke (Berlim, 14 de março de 1943) é um ex-futebolista e treinador alemão que atuava como defensor.

## Carreira
Bernd Patzke fez parte do elenco da Seleção Alemã na Copa do Mundo de 1966 e 1970. 

## Títulos
- Copa do Mundo de 1966 - 2º Lugar